# La Valle (Wisconsin)
La Valle – wieś w Stanach Zjednoczonych, w stanie Wisconsin, w hrabstwie Sauk.